# Ophiosphalma nitidum
Ophiosphalma nitidum är en ormstjärneart som först beskrevs av Clark 1939.  Ophiosphalma nitidum ingår i släktet Ophiosphalma och familjen fransormstjärnor. Inga underarter finns listade i Catalogue of Life.